# Boyko Borisov
Boyko Metodiev Borisov (tiếng Bulgaria: Бойко Методиев Борисов, IPA: [ˈbɔjko mɛˈtɔdiɛf boˈrisof]; sinh ngày 13 tháng 6 năm 1959) là chính khách người Bulgaria, hiện đang là thủ tướng Bulgaria. Trước đó, ông cũng đảm nhiệm vai trò thủ tướng từ năm 2009 đến năm 2013. Từ năm 2005 đến năm 2009, ông là thị trưởng thành phố Sofia.
Borisov còn là tiền đạo thi đấu cho câu lạc bộ bóng đá Vitosha Bistritsa. Năm 2013, ông trở thành cầu thủ già nhất từng chơi cho một câu lạc bộ chuyên nghiệp Bulgaria.